# Striborg
Striborg — блэк-метал группа из Тасмании. Её единственный участник Рассел Мензис (англ. Russell Menzies) начал свою карьеру в 1994 году под псевдонимом «Sin Nanna». Он также записывался под псевдонимами «Kathaaria» и «Veil of Darkness». Первый студийный альбом вышел в 2004 году, до этого Sin Nanna ежегодно записывал и выпускал демоальбомы.
Основные темы текстов песен — леса, тьма, ночь, мизантропия и смерть. Имена «Striborg» и «Sin Nanna» взяты в честь славянского бога ветра Стрибога и бога Луны Сина (Нанны) в шумеро-аккадской мифологии.

## Состав команды
- Sin Nanna — все инструменты и вокал.

## Дискография

### Демо
- 1995: A Tragic Journey Towards the Light (as Kathaaria)
- 1996: Through the Forest to Spiritual enlightenment (as Kathaaria)
- 1997: Isle de Morts (as Kathaaria)
- 1997: Cold Winter Moon
- 1998: Misanthropic Isolation*
- 2000: In the Heart of the Rainforest
- 2002: Nocturnal Emissions
- 2003: Nyctophobia

### Демо сборники
- 2003: A Tragic Journey… / Through the Forest…
- 2003: Isle de Morts / Cold Winter Moon
- 2003: Misanthropic Isolation / In the Heart of the Rainforest*
- 2003: Nocturnal Emissions / Nyctophobia*
- 2004: 10 Years of Roaming the Forests (94-04)

### Студийные альбомы
- 2004: Spiritual Catharsis*
- 2004: Mysterious Semblance*
- 2005: Black Desolate Winter & Depressive Hibernation*
- 2005: Trepidation*
- 2006: Embittered Darkness
- 2006: Nefaria
- 2007: Ghostwoodlands
- 2007: Solitude
- 2008: Autumnal Melancholy
- 2008: Foreboding Silence
- 2008: Perceiving The World With Hate
- 2009: Southwest Passage
- 2015: This Suffocating Existence
- 2016: Spiritual Deprivation

### Сплит-релизы
- 2007: The Epitome of Misanthropy (с Xasthur)
- 2007: Psychedelic Nightmare (с Scurshahor)
- 2009: Florestas de Perpétua Solidão (с Defuntos)
- 2009: Black Hatred in a Ghostly Corner (с Claustrophobia)
- 2010: This Empty Coil (with Vardan)

### Видеосъемка
- 2007: Journey of a Misanthrope

### Живые выступления
В мае 2007 года группа Sunn O))) отправилась в тур Pacific Rim с Ореном Амбарчи и Аттилой Чихаром. По прибытии в Австралию, они пригласили Sin Nanna в качестве барабанщика и вокалиста. В этом составе и под названием Pentemple группа выпустила концертный альбом «0))) Presents…», состоящий из импровизаций.